# Mojtaba Abedini
Mojtaba Abedini (in persiano مجتبی عابدینی شورمستی‎; Teheran, 11 agosto 1984) è uno schermidore iraniano, specializzato nella sciabola. Ha rappresentato l'Iran ai Giochi olimpici di Rio de Janeiro 2016.

## Palmarès
- Mondiali:

Budapest 2019: bronzo nella sciabola individuale.